# 别诺尼防御
別諾尼防禦（英語：Benoni Defense）是國際象棋開局印度防禦的一種，走法為：
1.d4 Nf6 2.c4 c5 3.d5
在印度防禦中出现的明显较尼姆佐-印度防禦、古印度防御、格林菲尔德防御为少，黑棋诱使白d兵深入压缩黑阵，取得的补偿是白e4兵的疲弱及黑王翼象斜线的畅通。黑棋可以在e5配置子力，进而在中心、后翼甚至王翼上均对白棋形成反击。但要避免白方e兵强行向前突破，同时需注意在后翼上白棋易利用黑阵中的b5、b6点进行入侵。

## 延伸阅读
- Norwood, David. . Cadogan. 1995. ISBN 9-197-60052-0.
- Watson, John. . Gambit. 2001. ISBN 1-901983-23-4.
- Psakhis, Lev. . Sterling Pub. 2003. ISBN 0713477652.
- Franco, Zenon. . Gambit. 2007. ISBN 978-1-904600-77-0.
- Komarov, Dmitry; Djuric, Stefan; Pantaleoni, Claudio. . New In Chess. 2009. ISBN 978-90-5691-270-3.